# Коси аритеноидни мишић
Коси аритеноидни мишић (лат. musculus arytenoideus obliquus) је парни мишић гркљана, који је смештен на његовој задњој страни (иза попречног аритеноидног мишића). То је танки мишић, који се у пределу средње линије гркљана укршта са влакнима истоименог мишића супротне стране, а након тога се простире навише и унапред, и улази у састав ариепиглотичног мишића.
Припоји су на мишићном наставку аритеноидне гркљанске хрскавице и на врху истоимене хрскавице супротне стране.
Мишић инервише живац луталац, преко доњег гркљанског нерва. Основна функција му се огледа у међусобном приближавању десне и леве аритеноидне хрскавице и примицању гласних жица што је значајно током говора и певања.